# Kongelunden
Kongelunden är en skog i Danmark. Den ligger på ön Amager i Region Hovedstaden. I Kongelunden finns många diken.